# Antonella Del Lago
Antonella Del Lago, pseudonyme d'Antonella Pavoni, est une actrice pornographique italienne née le 27 décembre 1964 à Mantoue.

## Récompense
En 1997, elle a reçu son premier prix à Pistoia pour la meilleure scène lesbienne dans le film Le due anime di Ursula avec Ursula Cavalcanti (it) et dirigé par Silvio Bandinelli (it).